# Дужност (ТВ серија)
Дужност (енгл. Line of Duty) је британска полицијска серија канала ББЦ. Серија је почела емитовање 26. јуна 2012. године и постала је најбоља драма канала ББЦ 2 за десет година са са просечним бројем гледалаца од 4,1 милион. Драма је обновљена за другу сезону, а прва епизода је емитована 12. фебруара 2014. године. Друга сезона је побрала и ширу публику и критике, а 8. априла 2014. године, ББЦ је наручио још две сезоне једну за другом. Емитовање треће сезоне је почело 24. марта 2016. године, а четврте 26. марта 2017. године на каналу ББЦ 1. Снимање пете сезоне је завршено и чека се емитовање у Великој Британији 2019. године. ББЦ је наручио шесту сезону.
Ово је најпрепознатљивија драмска серија емитована на каналу ББЦ 2 у вишеканалном добу и добитница је награда Краљевског телевизијског друштва и Новинарства и емитовања за најбољу драмску серију. Серија Дужност је увршћена на списак 50 серија ББЦ-ових свих времена и списак 80 најбољих ББЦ-ових серија свих времена. Серија је била најбоље котирана од серија у току на списку најбољих полицијских серија свих времена и на списку најбољих британских драма свих ремена.
У Сједињеним Америчким Државама, прва сезоне је емитована на каналу Хулу у августу 2012. године као искључива серија. Кју Медија (која се раније звала Контент Медија) руководи међународним приказивањем серије.

## Улоге
- Лени Џејмс као Детектив главни инспектор Ентони Гејтс (1. сезона)
- Мартин Компстон као Детектив наредник Стив Арнот
- Вики Меклур као Детективка наредница Кејт Флеминг
- Адријан Данбар као Надзорник Тед Хејстингс
- Крег Паркинсон као Детектив инспектор Метју Котан (главни: 1—3. сезона; гост: 4. сезона)
- Кили Хос као Детективка инспекторка Линдзи Дентон (главни: 2. сезона; епизодни: 3. сезона)
- Данијел Мејс као Наредник Дени Волдрон (3. сезона)
- Тандивеј Њутон као Детективка главна инспекторка Розан Хантли (4. сезона)
- Ројс Пјересон као Детектив позорник Џејми Десфорд (4. сезона)
- Стивен Грејем као Детектив наредник Џон Корбет (5. сезона)

## Епизоде
| Сезона | Сезона | Епизоде | Епизоде | Оригинално емитовање | Оригинално емитовање | Оригинално емитовање | Просечан број гледалаца (у милионима) |
| Сезона | Сезона | Епизоде | Епизоде | Премијера            | Финале               | Мрежа                | Просечан број гледалаца (у милионима) |
| ------ | ------ | ------- | ------- | -------------------- | -------------------- | -------------------- | ------------------------------------- |
|        | 1.     | 5       | 5       | 26. јун 2012.        | 24. јул 2012.        | ББЦ 2                | 3.80                                  |
|        | 2.     | 6       | 6       | 12. фебруар 2014.    | 19. март 2014.       | ББЦ 2                | 3.43                                  |
|        | 3.     | 6       | 6       | 24. март 2016.       | 28. април 2016.      | ББЦ 2                | 5.42                                  |
|        | 4.     | 6       | 6       | 26. март 2017.       | 30. април 2017.      | ББЦ 1                | 9.55                                  |
|        | 5.     | 6       | 6       | 31. март 2019.       | 5. мај 2019.         | ББЦ 1                | 12.85                                 |
|        | 6.     | 7       | 7       | 21. март 2021.       | 2. мај 2021.         | ББЦ 1                | н. п.                                 |

## Продукција
Прву и другу сезону је створио и написао Џед Меркурио, а продукцирала Продукција "Ворлд" у име канала ББЦ 2. Дејвид Кефри и Даглас Мекинон су режирали прву сезону. Мекинон је режирао и прву половину дуге сезоне док је Данијел Нетим режирао преосталу половину. Меркурио је продуцирао прву сезону и вршио дужност извршног продуцента друге док је Питер Норис преузео место продуцента.

### Подстрек
Иако је полиција одбила да сарађује са продуцентима серије, екипу продукције су саветовали полицајци у служби и они пензионисани. Користили су неименовани полицијски интернет дневник.

### Места
Прва сезона је снимана у Бирмингему (укључујући и призоре у кафани "Краљичине руке"), а друга, трећа и четврта сезона у Северној Ирској под вођством ББЦ Северна Ирска. Тачно место снимања серије "Дужност" није поменуто. Карте Бирмингема се појављују на зидовима, а позивни број 0121 указује на Бирмингем. И измишљени позивни број 01632 је такође виђен. Разни поштански фахови на хартији и екрану имају префикс Милтонског кључа. Полицијске службе које се помињу су измишљено Средишње начелство и измишљени Средње међумесно начелство. На низу слика спољашњости из друге сезоне види се 4. Испостава на Ормонском булевару у Белфасту.

## Издања
| Сезона | Епизоде | Изворно емитовање | Изворно емитовање | Објава ДВД-ја     | Објава ДВД-ја  |
| Сезона | Епизоде | Почетак сезоне    | Крај сезоне       | Окружење 1        | Окружење 2     |
| ------ | ------- | ----------------- | ----------------- | ----------------- | -------------- |
| 1      | 5       | 26 јун 2012       | 24 јул 2012       | 29 октобар 2013   | 3 фебруар 2014 |
| 2      | 6       | 12 фебруар 2014   | 19 март 2014      | 2 септембар 2014  | 24 март 2014   |
| 3      | 6       | 24 март 2016      | 28 април 2016     | 9 август 2016     | 2 мај 2016     |
| 4      | 6       | 26 март 2017      | 30 април 2017     | 26 септембар 2017 | 8 мај 2017     |